# Шкурат (село)
Шкурат  — село в Україні, у Поворській сільській громаді Ковельського району Волинської області. Населення становить 58 осіб.

## Історія
У 1906 році село Повурської волості Ковельського повіту Волинської губернії. Відстань від повітового міста 24 верст, від волості 8. Дворів 18, мешканців 170.

## Населення
Згідно з переписом УРСР 1989 року чисельність наявного населення села становила 70 осіб, з яких 31 чоловік та 39 жінок.
За переписом населення України 2001 року в селі мешкало 57 осіб.

### Мова
Розподіл населення за рідною мовою за даними перепису 2001 року:
| Мова       | Відсоток |
| ---------- | -------- |
| українська | 98,28 %  |
| російська  | 1,72 %   |